# Eduard Fraenkel
David Mortier Eduard Fraenkel (Berlino, 17 marzo 1888 – Oxford, 5 febbraio 1970) è stato un filologo classico tedesco.

## Biografia
Nacque a Berlino da una famiglia ebrea: suo padre era commerciante di vino mentre sua madre proveniva da un'importante famiglia di editori. All'età di dieci anni, Fraenkel soffrì di un attacco di osteomielite che gli deformò la mano destra.
Dal 1897 al 1906 frequentò a Berlino l'Askanisches Gymnasium, dove imparò il latino e il greco. All'università di Berlino studiò inizialmente giurisprudenza, ma presto rivolse la sua attenzione verso gli studi classici sotto il magistero del grande filologo Ulrich von Wilamowitz-Moellendorff.
Dopo due anni, si mosse da Berlino verso l'Università di Göttingen dove sostò fino al 1912, sotto la guida di Friedrich Leo.
Dopo aver lavorato al Thesaurus Linguae Latinae a Monaco, sostiene l'esame di abilitazione a Berlino, nel 1917, con una dissertazione sugli elementi di originalità presenti nell'opera di Plauto: fu la base per la futura pubblicazione di uno dei suoi saggi più famosi, "Plautinisches im Plautus". Nel 1920 divenne professore straordinario a Berlino. Tre anni più tardi seguì la chiamata a professore ordinario di Filologia classica all'Università di Kiel. Nel 1928, successore di Richard Reitzenstein, si trasferì all'Università di Gottinga, dove ottenne la cattedra che era stata del suo maestro Friedrich Leo. Nel 1931 si trasferì a Friburgo in Brisgovia: tenne inoltre anche  corsi all'Università di Basilea.
Rimosso dalla cattedra universitaria a causa delle leggi razziali naziste del 1933, Fraenkel emigrò in Gran Bretagna e nel 1934 ottenne la cattedra di Latino al Corpus Christi College dell'Università di Oxford: mantenne questa cattedra durante tutto il conflitto mondiale e anche negli anni a seguire, fino al 1951, quando lasciò l'insegnamento per sopraggiunti limiti di età. Nondimeno, la cattedra al Corpus Christi College e la dirigenza del corso di laurea Litterae Humaniores dell'università oxoniense, assicurarono a Fraenkel adeguati finanziamenti , con cui poté continuare i suoi famosi seminari. Nello stesso 1951 divenne socio corrispondente dell'Accademia bavarese delle scienze (Bayerische Akademie der Wissenschaften).
Diventato Professore emerito, fu visiting professor in diverse università tedesche e italiane.
Fraenkel si suicidò nel febbraio 1970, all'età di 81 anni, non riuscendo a sopportare il dolore per il decesso della moglie, avvenuto improvvisamente.
Attraverso la sorella Lilli, Fraenkel era imparentato con il quasi omonimo Hermann Fränkel, anch'egli filologo classico, ma con il quale non deve essere confuso.

## Opere
Eduard Fraenkel è stato uno dei maggiori filologi classici del XX secolo, autore di studi monumentali nel campo dei poeti greci e latini. La sua opera scientifica fu in larga misura influenzata da Ulrich von Wilamowitz-Moellendorff (che ebbe come maestro a Berlino) e Friedrich Leo (a Gottinga). Uno dei suoi saggi più famosi è quello sul commediografo latino Plauto: Plautinisches im Plautus, più tardi accresciuto e tradotto in italiano con il titolo Elementi Plautini in Plauto. La sua opera più grandiosa è, però, la sua edizione magistrale in tre volumi dell'Agamennone di Eschilo. Il primo riporta il testo critico con la traduzione, gli altri due uno dei commenti più estesi nella storia della filologia classica: quest'ultimo lavoro rimane ancora l'edizione di riferimento dell'Agamennone, nonché un modello per gli altri filologi.
Fraenkel si è anche segnalato per un importante saggio sul poeta latino Orazio: Horace.
Tra i suoi discepoli si annoverano Martin Litchfield West e Vincenzo Di Benedetto.

## Opere principali
- 1922 Plautinisches bei Plautus, Berlino: Weidmannsche Buchhandlung. (trad. ital. accr.: Elementi Plautini in Plauto, traduzione di F. Munari, Firenze: La Nuova Italia 1960)
- 1926 Die Stelle des Römertums in der humanistischen Bildung, Berlino: Weidmannsche Buchhandlung.
- 1928 Iktus und Akzent im lateinischen Sprechvers, Berlino: Weidmannsche Buchhandlung.
- 1930 Gedanken zu einer deutschen Vergilfeier, Berlino: Weidmannsche Buchhandlung.
- 1933 Das Pindargedicht des Horaz, Heidelberg: Carl Winter.
- 1950 Agamemnon of Aeschylus, edited with a commentary by Eduard Fraenkel (vol. I-III), Oxford 1950.
- 1957 Die sieben Redenpaare im Thebanerdrama des Aeschylus, München: Bayerische Akademie der Wissenschaften.
- 1957 Der Agamemnon des Aeschylus, Zürich: Artemis.
- 1957 Horace, Oxford; trad. ted. Horaz, Darmstadt: WBG.1963; trad. it. Orazio, Salerno editrice, Roma 1993.
- 1962 Beobachtungen zu Aristophanes, Roma: Edizioni di Storia e Letteratura.
- 1963 Zu den Phoenissen des Euripides, München: Bayerische Akademie der Wissenschaften.
- 1964 Kleine Beiträge zur klassischen Philologie (voll. 2), Roma: Edizioni di Storia e Letteratura.
- 1965 Noch einmal Kolon und Satz, München: Bayerische Akademie der Wissenschaften.

### Opere postume
- 1977 Due seminari romani di Eduard Fraenkel: Aiace e Filottete di Sofocle, premessa di L. E. Rossi, Roma: Edizioni di Storia e Letteratura
- 1994 Pindaro, Sofocle, Terenzio, Catullo, Petronio: corsi seminariali di Eduard Fraenkel: Bari, 1965-69 / a cura di Renata Roncali; prefazione di Carlo Ferdinando Russo, Roma: Edizioni di Storia e Letteratura.
- 2015 Josef Delz, Eduard Fraenkel. Briefwechsel 1947–1969. Eine Gelehrtenfreundschaft. Hrsg. Georg Schwarz, Oleg Nikitinski. München: SYMPOSION eleutheron, 2015. ISBN 978-3-928411-81-3